# Fábio Avelar
Fábio Lúcio Rodrigues Avelar (Lagoa Santa, 29 de abril de 1949 — 26 de janeiro de 2021) foi um engenheiro civil e político brasileiro. Avelar foi deputado estadual em Minas Gerais, de 1999 a 2011. Como engenheiro, foi presidente da Associação Brasileira de Engenharia Sanitária e Ambiental, vice-presidente da Sociedade Mineira de Engenheiros e diretor de operações da Companhia de Saneamento de Minas Gerais.
Morreu em 26 de janeiro de 2021, aos 71 anos, vítima da COVID-19.